# Billy Thomson (labdarúgó, 1958)
Billy Thomson (Linwood, 1958. február 10. – 2023. február 6.) válogatott skót labdarúgó, kapus.

## Pályafutása

### Klubcsapatban
1975 és 1978 között a Partick Thistle, 1978 és 1984 között a St. Mirren labdarúgója volt. 1984 és 1991 között a Dundee United csapatában védett, közben 1990-ben kölcsönben a Clydebank együttesében szerepelt. 1991 és 1994 között a Motherwell, 1994 és 1996 között a Rangers játékosa volt. 1996–97-ben a Dundee United csapatában fejezte be az aktív játékot. Az 1986–87-es idényben tagja volt a Dundee United UEFA-kupadöntős együttesének. A Rangers csapatával két skót bajnoki címet és egy kupagyőzelmet ért el.

### A válogatottban
1980 és 1983 között hét alkalommal szerepelt a skót válogatottban.

## Sikerei, díjai
Dundee United
- Skót kupa
  - döntős (2): 1987, 1988
- UEFA-kupa
  - döntős: 1986–87

 Rangers
- Skót bajnokság
  - bajnok (2): 1994–95, 1995–96
- Skót kupa
  - győztes: 1996

## Statisztika

### Mérkőzései a skót válogatottban
| Skócia | Skócia             | Skócia                     | Skócia         | Skócia   | Skócia         | Skócia             | Skócia | Skócia  |
| #      | Dátum              | Helyszín                   | Hazai          | Eredmény | Vendég         | Kiírás             | Gólok  | Esemény |
| ------ | ------------------ | -------------------------- | -------------- | -------- | -------------- | ------------------ | ------ | ------- |
| 1.     | 1980. május 16.    | Belfast, Windsor Park      | Észak-Írország | 1 – 0    | Skócia         | brit házibajnokság | -      |         |
| 2.     | 1981. március 25.  | Glasgow, Hampden Park      | Skócia         | 1 – 1    | Észak-Írország | vb-selejtező       | -      | 84'     |
| 3.     | 1981. május 19.    | Glasgow, Hampden Park      | Skócia         | 2 – 0    | Észak-Írország | brit házibajnokság | -      |         |
| 4.     | 1981. november 18. | Lisszabon, Estádio da Luz  | Portugália     | 2 – 1    | Skócia         | vb-selejtező       | -      |         |
| 5.     | 1983. május 24.    | Glasgow, Hampden Park      | Skócia         | 0 – 0    | Észak-Írország | brit házibajnokság | -      |         |
| 6.     | 1983. június 12.   | Vancouver, Empire Stadium  | Kanada         | 0 – 2    | Skócia         | barátságos         | -      |         |
| 7.     | 1983. november 16. | Halle, Kurt-Wabbel-Stadion | NDK            | 2 – 1    | Skócia         | Eb-selejtező       | -      |         |
|        | Összesen           |                            |                | 7        | mérkőzés       |                    | 0      | gól     |